# Naturalna zmienność klimatu
Naturalna zmienność klimatu (w skrócie zmienność klimatu, ang. climate variability) – wahania stanu atmosfery i oceanu wokół stanu średniego, mające charakterystyczny czas trwania od miesięcy do tysiącleci i wynikające z przyczyn naturalnych.  
Do zjawisk składających się na naturalną zmienność klimatu należą w szczególności występujące okresowo lub losowo zmiany w cyrkulacji termohalinowej, powodujące naprzemienne występowanie dodatnich i ujemnych anomalii temperatury w różnych regionach światowego oceanu, takie jak:  
- oscylacja południowa (El Niño, La Niña),
- atlantycka oscylacja wielodekadowa (ang. Atlantic Multidecadal Oscillation, AMO),
- dekadowa oscylacja pacyficzna (and. Pacific Decadal Oscillation, PDO).